# Mistrzostwa Europy w Saneczkarstwie 1984
29. Mistrzostwa Europy w saneczkarstwie 1984 odbyły się we włoskim Olang. W tym mieście mistrzostwa odbyły się już trzeci raz (wcześniej w 1975 oraz 1980). Rozegrane zostały trzy konkurencje: jedynki kobiet, jedynki mężczyzn oraz dwójki mężczyzn. W tabeli medalowej bezkonkurencyjne były Włochy.

## Wyniki

### Jedynki kobiet
| Medal | Zawodniczka     | Narodowość | Czas     | Strata |
| ----- | --------------- | ---------- | -------- | ------ |
|       | Monika Auer     | Włochy     | 2:29,578 |        |
|       | Heike Popel     | NRD        | 2:29,635 | +0,057 |
|       | Cerstin Schmidt | NRD        | 2:30,104 | +0,526 |

### Jedynki mężczyzn
| Medal | Zawodnik         | Narodowość | Czas     | Strata |
| ----- | ---------------- | ---------- | -------- | ------ |
|       | Paul Hildgartner | Włochy     | 2:55,990 |        |
|       | Norbert Huber    | Włochy     | 2:56,492 | +0,502 |
|       | Ernst Haspinger  | Włochy     | 2:57,539 | +1,549 |

### Dwójki mężczyzn
| Medal | Zawodnicy                          | Narodowość | Czas     | Strata |
| ----- | ---------------------------------- | ---------- | -------- | ------ |
|       | Helmut Brunner/Walter Brunner      | Włochy     | 1:14,433 |        |
|       | Hans Stangassinger/Franz Wembacher | RFN        | 1:14,649 | +0,216 |
|       | Hansjörg Raffl/Norbert Huber       | Włochy     | 1:14,677 | +0,244 |

## Klasyfikacja medalowa
| Miejsce | Państwo |   |   |   | Razem |
| ------- | ------- | - | - | - | ----- |
| 1.      | Włochy  | 3 | 1 | 2 | 6     |
| 2.      | NRD     | 0 | 1 | 1 | 2     |
| 3.      | RFN     | 0 | 1 | 0 | 1     |